# Neobolusia stolzii
Neobolusia stolzii är en orkidéart som beskrevs av Rudolf Schlechter. Neobolusia stolzii ingår i släktet Neobolusia och familjen orkidéer.

## Underarter
Arten delas in i följande underarter:
- N. s. bombyliiflora
- N. s. glabripetala
- N. s. stolzii